# Mechanisme voor koolstofcorrectie aan de grens
Het Mechanisme voor koolstofcorrectie aan de grens of Mechanisme voor koolstofgrenscorrectie (Engels: Carbon Border Adjustment Mechanism, afgekort als CBAM) is een douanetarief op koolstofintensieve producten die worden geïmporteerd door leden van de Europese Unie. Binnen de Europese Unie moeten grote vervuilers een heffing (emissierechten) betalen voor de koolstofdioxide (CO2) die ze uitstoten. Bedrijven buiten de Europese Unie hebben die verplichting mogelijk niet, waardoor ze producten goedkoper kunnen produceren en daardoor een oneerlijke concurrentievoordeel hebben ten opzichte van bedrijven in de Europese Unie. Het correctiemechanisme heeft tot doel aan ingevoerde producten dezelfde koolstofprijs op te leggen als deze in het Europees systeem voor emissiehandel, voor zover hun emissiegerelateerde emissies niet op hetzelfde niveau zijn belast door het exportland. Volgens de EU is het correctiemechanisme geen belasting en is het daarom verenigbaar met de WTO-regels.

## Geschiedenis
Op 14 juli 2021 stelde de Europese Commissie het grensaanpassingsmechanisme om lekkage van broeikasgasemissies te voorkomen voor als onderdeel van de Europese Green Deal.
Op 15 maart 2022 werden de EU-ministers van Financiën het eens over de invoering van het mechanisme. Op 25 april 2023 volgde de stemming in het Europees Parlement.

## Planning
Volgens de initiële planning zou er vanaf 2023 een rapportagesysteem worden ingesteld en zouden importeurs vanaf 2026 de heffing moeten gaan betalen.

## Producten
Goederen waarover importeurs mogelijk de heffing moeten gaan betalen zijn:
- aluminium
- cement
- elektriciteit
- ijzer
- meststoffen
- staal